# Denyse Gadbois
Denyse Gadbois est une artiste canadienne née le 4 décembre 1921 à Montréal et morte le 11 juin 2013 à Pointe-Claire, Québec. Surtout reconnue pour ses peintures, elle est également professeure, muraliste et sculptrice.

## Formation et carrière
Elle étudie à l'école d'art du Musée des beaux-arts de Montréal jusqu'en 1944 avec Goodridge Roberts, puis s'envole vers Paris pour étudier quelque temps à l'Académie Julian. En 1945, elle revient au Canada et remporte un prix au Concours artistique de la province de Québec.
Denyse est la fille de la peintre canadienne Louise Landry Gadbois (1896-1985). En 1944, elle participe avec sa mère à l'exposition organisée par le Women's Union of McGill au Royal Victoria College de l'Université McGill. Ces deux femmes exposeront ensemble dans diverses expositions au cours des années 50 et 60. Elle est membre de la Société d'art contemporain et du Groupe Les Sagittaires.
En 1947, Gadbois présente Girl in Blue au Riverside Museum de New York dans l’exposition Exhibition of Canadian Women Painters. L'artiste fait également une exposition solo à Toronto, à l’Eaton's Fine Arts Galleries.
C'est aussi elle derrière la création d'une série de grandes murales pour la Dominion Textile Company.
Denyse Gadbois a enseigné l'art aux adultes ainsi qu'aux enfants.

## Collections
- Musée national des beaux-arts du Québec[8]
- Musée des beaux-arts du Canada
- Musée des beaux-arts de l'Ontario
- Art Gallery of Greater Victoria, Colombie-Britannique
- Univers culturel Saint-Sulpice